# Talsperre Arbón
Die Talsperre Arbón (spanisch Presa de Arbón) ist eine Talsperre mit Wasserkraftwerk in den Gemeinden Coaña und Villayón, Asturien, Spanien. Sie staut den Navia zu einem Stausee auf. Die Talsperre dient der Stromerzeugung. Sie wurde 1967 fertiggestellt. Die Talsperre ist im Besitz von Repsol und wird auch von Repsol betrieben.

## Absperrbauwerk
Das Absperrbauwerk besteht aus einem Erdschüttdamm mit Tonkern auf der linken Seite sowie einer daran anschließenden Wehranlage aus Beton auf der rechten Seite. Die Höhe über der Gründungssohle beträgt 32 (bzw. 35) m. Die Dammkrone liegt auf einer Höhe von 36 m über dem Meeresspiegel. Die Länge der Dammkrone beträgt 180 m. Das Volumen des Staudamms beträgt 322.500 m³.
Die Staumauer verfügt sowohl über einen Grundablass als auch über eine Hochwasserentlastung. Über den Grundablass können maximal 21 m³/s abgeleitet werden, über die Hochwasserentlastung maximal 3000 (bzw. 3061) m³/s. Das Bemessungshochwasser liegt bei 3000 (bzw. 3061) m³/s.

## Stausee
Beim normalen Stauziel von 33 m erstreckt sich der Stausee über eine Fläche von rund 2,70 km² und fasst 33 (bzw. 38 oder 41) Mio. m³ Wasser; davon können 12 Mio. m³ für die Stromerzeugung genutzt werden.

## Kraftwerk
Repsol übernahm das Kraftwerk 2018 von Viesgo im Rahmen eines Kaufs mehrerer Kraftwerke. Die installierte Leistung des Kraftwerks lag ursprünglich bei 56 MW. Die durchschnittliche Jahreserzeugung liegt bei 170 Mio. kWh. Das Kraftwerk wurde von 1962 bis 1969 errichtet.
Die zwei Francis-Turbinen des Kraftwerks leisteten ursprünglich jede maximal 28 MW; sie gingen am 30. August 1967 und am 22. Februar 1968 in Betrieb. Das Maschinenhaus befindet sich ungefähr 100 m von der Staumauer entfernt auf der rechten Flussseite.
Im Jahr 2017 beantragte der damalige Betreiber Viesgo, die genehmigte installierte Leistung von 56 MW auf 49,8 MW zu reduzieren, da im laufenden Betrieb die 50 MW nur selten überschritten werden. Dazu sollen die beiden Maschinen in ihrer maximalen Leistung auf jeweils 24,9 MW begrenzt werden.